# Christophe Beaucarne
Christophe Beaucarne is een Belgisch director of photography actief in Franstalig België en Frankrijk.
Beaucarne groeide op in Deurne in Waals-Brabant en volgde een filmopleiding aan het Institut national supérieur des arts du spectacle et des techniques de diffusion (INSAS) te Brussel. Na deze in 1990 te hebben afgerond vertrok hij naar Parijs waar hij eerst als assistent, later als cameraman en D.O.P. zijn carrière uitbouwde.
In 2011 won hij de Magritte voor Beste cinematografie voor Mr. Nobody van Jaco van Dormael en werd drie maal genomineerd voor de César Beste Cinematografie: in 2010 voor Coco avant Chanel van Anne Fontaine, in 2011 voor Tournée van Mathieu Amalric en in 2015 bij de 40ste Césaruitreiking voor La Belle et la Bête van Christophe Gans.
Christophe Beaucarne is de zoon van de Waalse dichter en zanger Julos Beaucarne.

## Filmografie
- 1990: La gloire de mon père (Yves Robert)
- 1993: Le Condamné (kortfilm) (Xavier Giannoli)
- 1994: Terre Sainte (kortfilm) (Xavier Giannoli)
- 1994: Bonjour (kortfilm) (Guillaume Malandrin)
- 1995: J'aime beaucoup ce que vous faites (kortfilm) (Xavier Giannoli)
- 1995: Arthur (kortfilm) (Félicie Dutertre en François Rabes)
- 1995: Les Anges gardiens (Jean-Marie Poiré)
- 1997: Nous sommes tous encore ici (Anne-Marie Miéville)
- 1998: L'Interview (kortfilm) (Xavier Giannoli)
- 1998: Riches, belles, etc. (Bunny Godillot)
- 1998: Les Couloirs du temps : Les Visiteurs 2 (Jean-Marie Poiré)
- 1999: La Guerre dans le Haut Pays (Francis Reusser)
- 1999: Tout baigne ! (Eric Civanyan)
- 1999: La Dilettante (Pascal Thomas)
- 2000: La Vie moderne (Laurence Ferreira Barbosa)
- 2000: Après la réconciliation (Anne-Marie Miéville)
- 2001: Mercredi, folle journée ! (Pascal Thomas)
- 2001: De l'amour (Jean-François Richet)
- 2001: Le Stade de Wimbledon (Mathieu Amalric)
- 2002: Les Femmes... ou les enfants d'abord... (Manuel Poirier)
- 2002: Le Nouveau Jean-Claude (Didier Tronchet)
- 2003: Un homme, un vrai (Arnaud en Jean-Marie Larrieu)
- 2003: Le Mystère de la chambre jaune (Bruno Podalydès)
- 2004: Chemins de traverse (Manuel Poirier)
- 2005: Bye Bye Blackbird (Robinson Savary)
- 2005: Peindre ou faire l'amour (Arnaud en Jean-Marie Larrieu)
- 2005: Le Parfum de la dame en noir (Bruno Podalydès)
- 2006 - Quelques jours en septembre (Santiago Amigorena)
- 2007 - La Vie intérieure de Martin Frost (Paul Auster)
- 2007 - Irina Palm (Sam Garbarski)
- 2008 - Paris (Cédric Klapisch)
- 2009 - Coco avant Chanel (Anne Fontaine)
- 2009 - Mr. Nobody (Jaco van Dormael)
- 2010 - Tournée (Mathieu Amalric)
- 2010 - Hors-la-loi (Rachid Bouchareb)
- 2011 - Ma part du gâteau (Cédric Klapisch)
- 2011 - Poulet aux prunes (Marjane Satrapi en Vincent Paronnaud)
- 2012 - Superstar (Xavier Giannoli)
- 2013 - Perfect Mothers (Anne Fontaine)
- 2013 - L'Écume des jours (Michel Gondry)
- 2014 - La Belle et la Bête (Christophe Gans)
- 2014 - La Chambre bleue (Mathieu Amalric)
- 2014 - Gemma Bovery (Anne Fontaine)
- 2015 - Le Tout Nouveau Testament (Jaco Van Dormael)
- 2017 - Django (Étienne Comar)
- 2017 - Rodin (Jacques Doillon)
- 2020 - Amants (Nicole Garcia)
- 2021 - Serre moi fort (Mathieu Amalric)
- 2021 - Illusions perdues (Xavier Giannoli)

- Gemeinsame Normdatei: 137273797
- International Standard Name Identifier: 0000 0001 1290 7716
- Library of Congress Control Number: no2007101497
- Nationale Bibliotheek van Tsjechië: xx0162817
- Nationale Bibliotheek van Israël: 987007332122405171
- Système universitaire de documentation: 076649954
- Virtual International Authority File: 164709728
- WorldCat: E39PBJhxfTVQKJ44YgMR4H6xjC